# Зелени — Европски слободни савез
Зелени — Европски слободни савез, Зелени-ЕФА (енгл. The Greens–European Free Alliance, Greens-EFA) је политичка група у Европском парламенту, која садржи  зелене и регионалистичке политичке странке. Група је формирана након избора за Европски парламент 1999.
Зелени-ЕФА група се састоји од две различите европске политичке партије - Европска партија зелених (ЕГП) и Европски слободни савез (ЕФА). ЕФА је савез странака које заступају нације без државе, регионалистичке и мањинске политичке покрете. Алијанса је генерално састављена од прогресивних партија.